# 井島

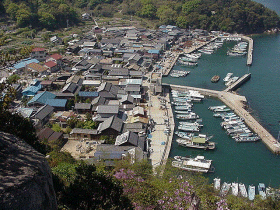
石島港

井島（日语：／ Ishima */?）是位於日本瀨戶内海中的一座島嶼，為岡山縣與香川縣縣界所在之島。地名亦被標記為相同發音之「石島」。

## 概要
位在瀨戶内海東部直島諸島的北端，北部隸屬岡山縣玉野市，南部則隸屬香川縣直島町。

### 地形
最高點為石島山，標高 156.9 m 。

### 人口
島內人口為103人（2011年），其中人口組成超過一半為年齡50歳以上者，正快速步入高齡化。
人口有緩慢減少趨勢，呈現少子高齢化。島內唯一的教育機構玉野市立胸上小學石島分校中，最盛時期的1959年中有69位學童，其後逐漸減少。2011年最後的學童畢業後，3月25日開始休校，未來有廢校之可能。

### 産業・設施
産業盛行養殖業，近海有諸多養魚場，其中也多同時生產海苔，港口周邊有數個海苔加工廠。
島內中心城鎮區位於北部港口一帶，設有小學、公民館等公共設施。

## 歴史

### 古代
由石島一號墳開始發現多數古代遺跡、化石。

### 江戸時代
1702年，直島與胸上村之間因境界之争，幕府依照石島山東西走向之形切分，訂定北部為胸上村所有，南部則隸屬直島。當時井島仍為無人島。
其後3位農民自胸上村至井島並開拓石島山北部。接連著胸上村民數人移居井島開拓。期間井島人口暴增，1702年僅數人居住的井島於1742年增加到了56人。

### 近代

#### 水利
島内的石島川於1983年、1989年完成防砂壩，曾利用做為自來水，1996年海底輸水管竣工後已不再繼續使用。

#### 火災
- 1895年發生大火，聚落中有許多戶受災。
- 1907年火災燒毀8棟民宅。
- 2011年8月9日山林火災，約73小時候撲滅。延燒島面積約87%相當於237平方公尺[1]。

## 縣境
日本國內有都道府縣交界的島嶼（包含本州、九州、四國）僅有11座島。井島是本州、九州、四國以外唯一一座有人島。但是人口僅聚集在岡山縣側，南側香川縣境並無居民居住。
岡山縣側有名為「石島」的町，香川縣側隸屬於直島町本村的一部份。縣界中大部分都有明確的劃分，唯獨島的西側，ヘラガ崎(Heragasaki)為始約150m之間為模糊地帶。直到現在現在直島町和玉野市交界之爭仍在持續。島民全數定居於岡山縣側的石島。而香川縣側雖有採石場，過去曾有人定居，但是現今為無人地帶。
其他有縣交界的島（皆為無人島）為：瓢箪島（廣島県、愛媛縣）、大槌島（岡山縣、香川県）等。

## 交通
沒有定期船班運行，海上交通普遍委託郵便船或島上的漁業業者，2015年1月19日開始投入僅平日運行的預約制船班に島と宇野港。

## 脚注

### 出處
1. ↑  . YOMIURI ONLINE (読売新聞社). 2011-08-12  [2011-08-12]. |newspaper=和|work=只需其一 (帮助)
2. ↑  . 山陽新聞 (山陽新聞社). 2015-01-19  [2015-01-20]. （原始内容存档于2019-02-21）.